# Albânia nos Jogos Olímpicos de Verão de 2000
Albânia participou dos Jogos Olímpicos de Verão de 2000 em Sydney, Austrália.